# Chirbat Nafach
Chirbat Nafach (arab. خربة نفخ) – wieś w Syrii, w muhafazie Aleppo, w dystrykcie Manbidż. W 2004 roku liczyła 875 mieszkańców.